# Chave (arquitetura)

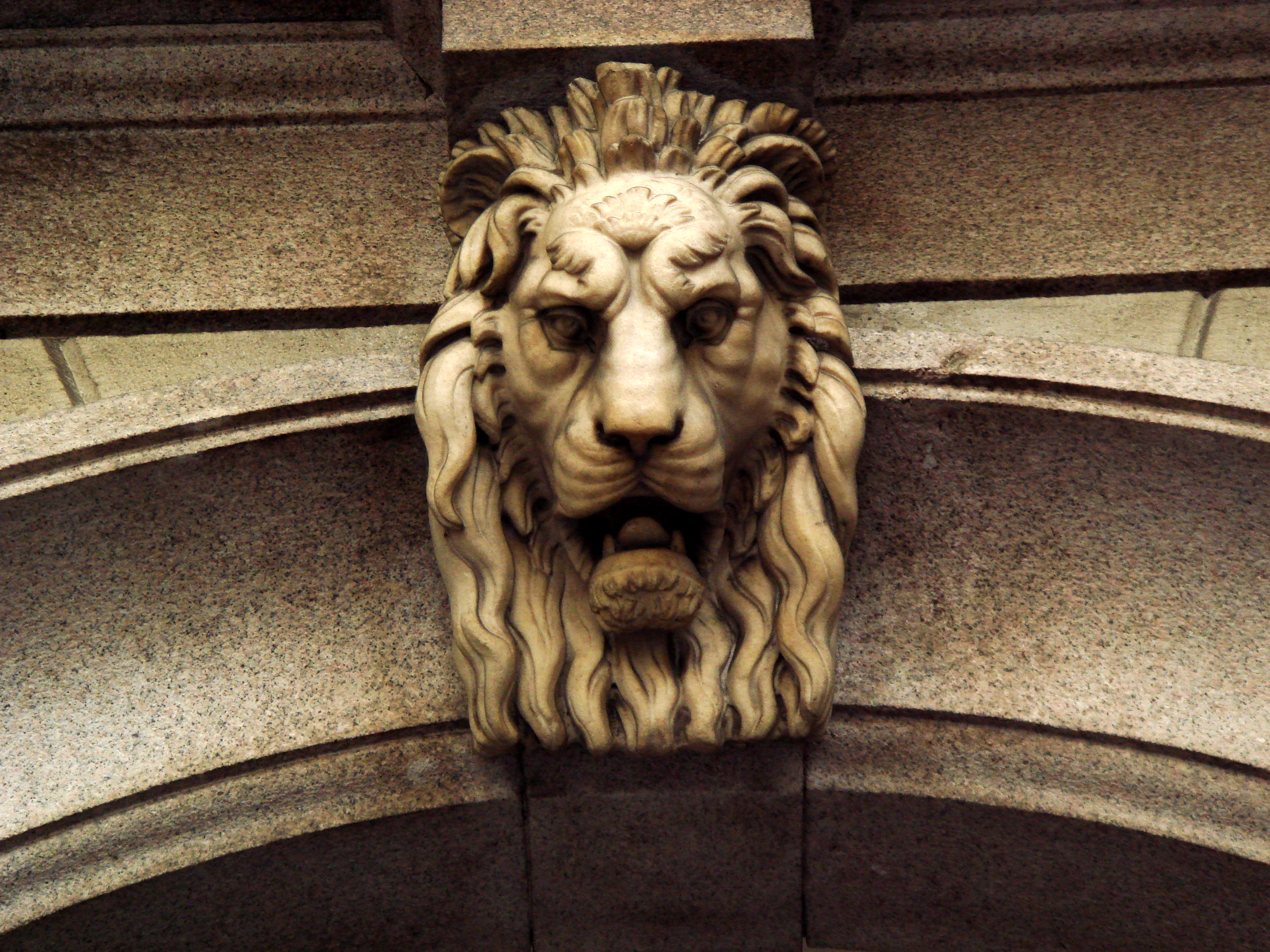
Pedra chave de um arco do palazzo Borgazzi (Milão, Itália), adornada com a imagem da cabeça de um leão.

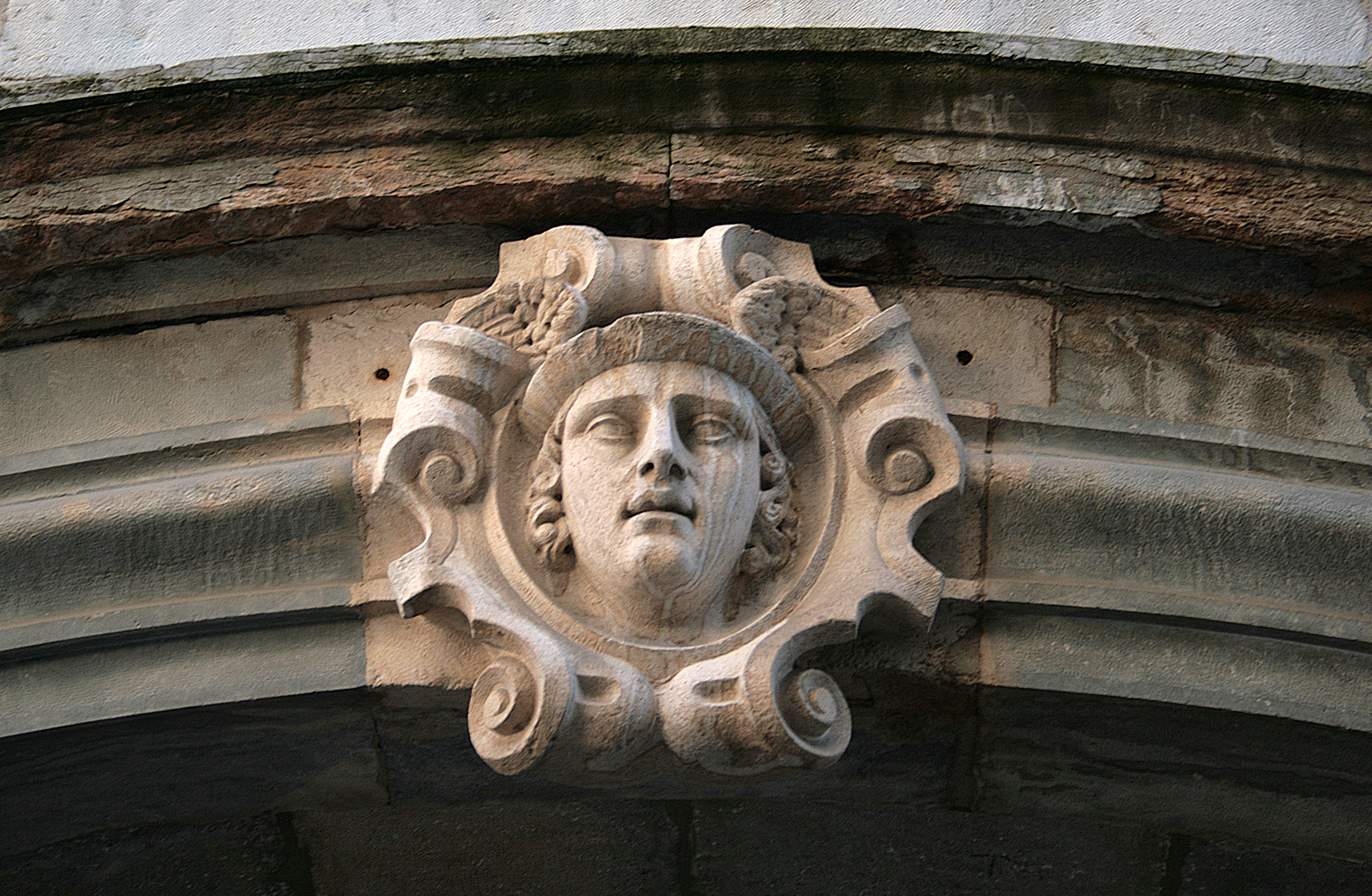
Mascarão na chave de uma porta em Besançon.

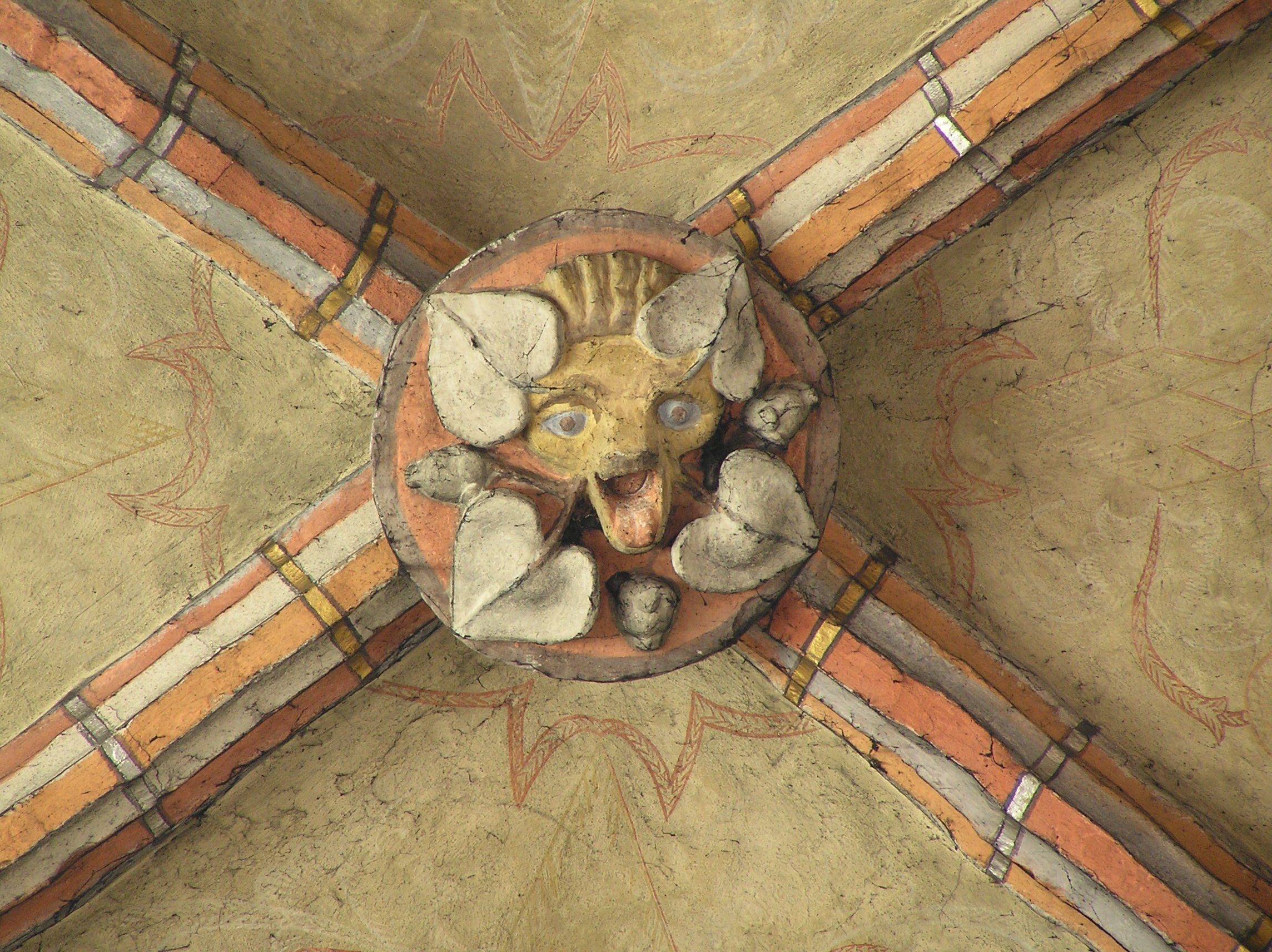
Chave de uma abóbada da igreja da Virgem Maria em Chełmno.

A chave ou fecho, também conhecida como arco, é a aduela central de um arco ou de uma abóbada. É comum ser de maiores dimensões que as restantes aduelas, e frequentemente é decorada, não por razões funcionais mas estéticas.
A chave, tal como as aduelas, sustenta-se devido à forma destas peças, já que as suas faces laterais, cortadas em ângulo, transmitem lateralmente parte das tensões conseguindo um equilíbrio, e evitando que se desmoronem sob carga vertical. A tensão horizontal da aduela inferior é transmitida ao muro ou a outro arco, e a vertical transmite-se ao muro ou a um pilar.
A última peça que se coloca na construção de um arco é a chave. Enquanto esta não se encontrar colocada no seu lugar é necessário suster as aduelas do arco, uma vez que se encontra instável. Para isso utiliza-se um cimbre, uma estrutura de madeira ou metal, com forma de arco, que sustenta as aduelas, e só se retira quanto o arco ficar completo pela colocação da chave.